# Die Stiftung Cappenbergs
Die Stiftung Cappenbergs ist eine Ballade der Schriftstellerin Annette von Droste-Hülshoff. Das 1840/42 in Rüschhaus verfasste Werk wurde erstmals 1844 in ihrem Band Gedichte publiziert.

## Text
Der Mond mit seinem blassen Finger

Langt leise durch den Mauerspalt,

Und koset, streifend längs dem Zwinger,

Norbertus’ Stirne feucht und kalt.

Der lehnt an bröckelndem Gestein,

Salpeterflocken seine Daunen,

An seinem Ohre Heimchen raunen,

Und wimmelnd rennt das Tausendbein.

Und über’m Haupte fühlt er’s beben,

Da geht es hoch, da zecht es frisch,

In Pulsen schäumend pocht das Leben,

Die Humpen tanzen auf dem Tisch.

Der Graf von Arnsberg giebt ein Fest,

Dem Schwiegersohn der graue Schwäher;

So mehr er trinkt so wird er zäher,

So wirrer steht sein Lockennest.

Gern hat sein Kind er dem Dynasten,

Dem reichen Cappenberg vertraut,

Nun trägt sein Anker Doppellasten!

Und seinen Feinden hat’s gegraut.

Da kömmt auf seinem Eselein

Norbert, und macht den Sohn zum Pfaffen;

Allein er wußte Rat zu schaffen,

Er pferchte den Apostel ein.

Wie, keine Enkel soll er wiegen?

Soll in des Eidams Hora gehn,

Und sehn sein Kind am Boden liegen

Und Paternosterkugeln drehn?

Nein, heute ist der Tag wo muß,

Wo wird die Sache sich erled’gen,

Und sollt’ er mit dem Schwerte pred’gen,

Ein umgekehrter Carolus.

Und „Gottfried“, spricht er, „Junge, Ritter,

So sieh doch einmal in die Höh!

Du schaust ja in den Wein so bitter

Wie Requiem und Kyrie.

Was spinnst du an dem alten Werg?

Laß die Kaputze grauen Sündern,

Und deine Burg die laß den Kindern,

Dein schönes festes Cappenberg!“

Und drunten in dem feuchten Thurme

Der Heil’ge flüstert: „Großer Gott,

Allgegenwärt’ger du im Wurme

Als in der Krone blankem Spott,

Wie größer deine Allmacht zeigt

Sein Füßchen, das lebendig zittert,

Als eine Mauer die verwittert,

Und ob ein Babel drüber steigt!“

„Ja,“ spricht der Graf, den Humpen schwenkend:

„Wär’ Norbert hier, dein Eselmann,

Ich ließ ihm füllen, dein gedenkend,

Und trinken möcht er, was er kann;

Doch da ihm Pech und Schwefel glüht,

Was andern Schächern mild und süße,

So bleibt er besser im Verließe,

Ein wohlkasteiter Eremit.“

Und drunten spricht’s mit mildem Tone:

„Du der, des Himmels höchste Zier,

Gezogen bist zur Dornenkrone

Auf einem still demüth’gen Thier,

Du, der des Mondes Lieblichkeit

In meinen Kerker ließest rinnen,

Gezähmt mir die vertrauten Spinnen,

Du, Milder, seyst gebenedeit!“

Und Gottfried, kämpfend mit den Thränen,

Ergreift den Humpen, noch gefüllt,

Vor seinem Ohr ein leises Stöhnen,

Vor seinem Aug’ ein bleiches Bild.

O, dringen möcht er durch den Stein,

Wo seine sünd’gen Füße stehen,

O, einmal, einmal möcht’ er sehen

Durch Lichterglanz den Heil’genschein!

„Ha!“ zürnt der Graf, „was ließ ich schenken

Dir meinen allerbesten Wein!

Eh möcht’ ich einen Schädel tränken,

Ja, oder einen Leichenstein.

Gottfried, Gottfried, ich schwör es dir,

So wahr ich Friedrich“ – seht ihn stocken,

Vor seinem Auge schwimmen Flocken,

Er hebt sich auf, er schwankt zur Thür,

Und plötzlich auf den Estrich nieder

Taumelt er wie ein wundes Roß,

Es zucken, strecken sich die Glieder.

Welch’ ein Getümmel in dem Schloß!

„Krank“ dieser, „todt“ spricht jener Mund,

Ja wahrlich, das ist Todes Miene,

Und eine mächtige Ruine

Liegt Friedrich auf dem eignen Grund.

Die Humpen sind in Hast zertrümmert,

Burgunderblut fließt über’n Stein,

Die Lampen mählig sind verkümmert,

Wie Erdenlust sie qualmten ein.

Doch drüben, in des Klosters Hut,

Entflammte man die ew’ge Leuchte,

Und knieend alles Volk sich beugte

Dem reinen Wein, der Christi Blut.

## Form und Aufbau
Die Ballade besteht aus zwölf Strophen zu je acht Versen. Die Strophen weisen durchgängig das Versmaß als Jambischer Vierheber auf. Die einzelnen Strophen sind im Reimschema [ababcddc] angelegt.

## Handlung
Norbert befindet sich im Verlies des Grafen Friedrich von Arnsberg, nachdem er dessen Schwiegersohn, den reichen Gottfried von Cappenberg, zum Übertritt in das Kloster verleitet hatte. Während sich Norbert in sein Schicksal ergeben hat und Gottfried mit seiner Reue kämpft, verhöhnt Friedrich letztere für seine Bußfertigkeit, bis er selbst während des Trinkgelages tot zusammenbricht. Als die Lichter im Festsaal erlöschen, wird das Ewige Licht in der neuerbauten Klosterkirche entzündet.

## Historischer Hintergrund

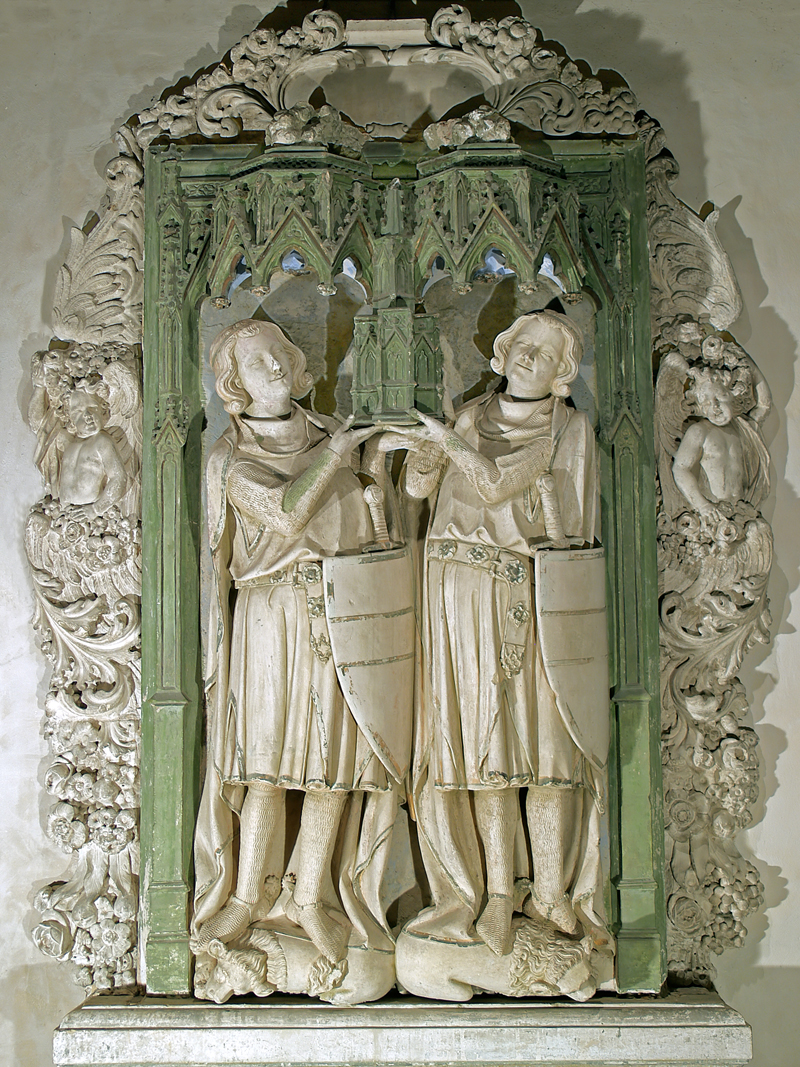
Grabplatte für Gottfried und Otto von Cappenberg

Die Stiftung Cappenbergs thematisiert die Gründung des Prämonstratenserstifts Kloster Cappenberg, das sich seit 1816 als Schloss Cappenberg im Besitz des 1831 verstorbenen Freiherr vom Stein befand, durch Graf Gottfried von Cappenberg, der durch seine Heirat mit Ida von Arnsberg, der einzigen Tochter des mächtigen Grafen Friedrich von Arnsberg, zu den mächtigsten Dynasten in Westfalen gehörte. Als Sühne für die Beteiligung an der Eroberung und Zerstörung Münsters unter Herzog Lothar von Supplinburg im Februar 1121 übergab Gottfried den größten Teil seines Besitzes in Westfalen dem Gründer des Prämonstratenserordens, Norbert von Xanten, zur Gründung eines neuen Klosters, dem er selbst wie auch sein Bruder Otto von Cappenberg, nachfolgend Abt des Klosters, beitrat. Erst der Tod Friedrichs von Arnsberg, der sich der Gründung widersetzt hatte, im Jahre 1124 beseitigte eine wesentliche Gefahr für das junge Kloster, das 1126 durch Papst Honorius II. offiziell bestätigt wurde.